# PopCap Games
PopCap Games, Inc. é uma desenvolvedora norte-americana e publicadora de jogos, baseada em Seattle, Washington, Estados Unidos. A empresa foi fundada em 2000 por John Vechey, Brian Fiete e Jason Kapalka. Emprega atualmente mais de 600 pessoas. A maioria dos jogos da PopCap Games são disponibilizados por um preço relativamente baixo, nos consoles de videogame e nos computadores a partir das plataformas Steam e/ou Origin. O estabelecimento é conhecido por jogos como Plants vs. Zombies, Bejeweled, Zuma e Peggle.
A empresa já passou da marca de 1 bilhão de downloads, e seu título principal, Bejeweled, já vendeu 50 milhões de cópias e foi baixado mais de 150 milhões de vezes. Os jogos da PopCap Games são disponibilizados nas plataformas Web, PC, Mac, Xbox, Xbox 360, Xbox One, Zeebo, celulares, PDAs e outros dispositivos móveis. A empresa foi comprada pela Electronic Arts (abreviada como EA) em julho de 2011, por US$750 milhões (sendo US$650 milhões em dinheiro e os outros U$100 milhões em ações).

## História

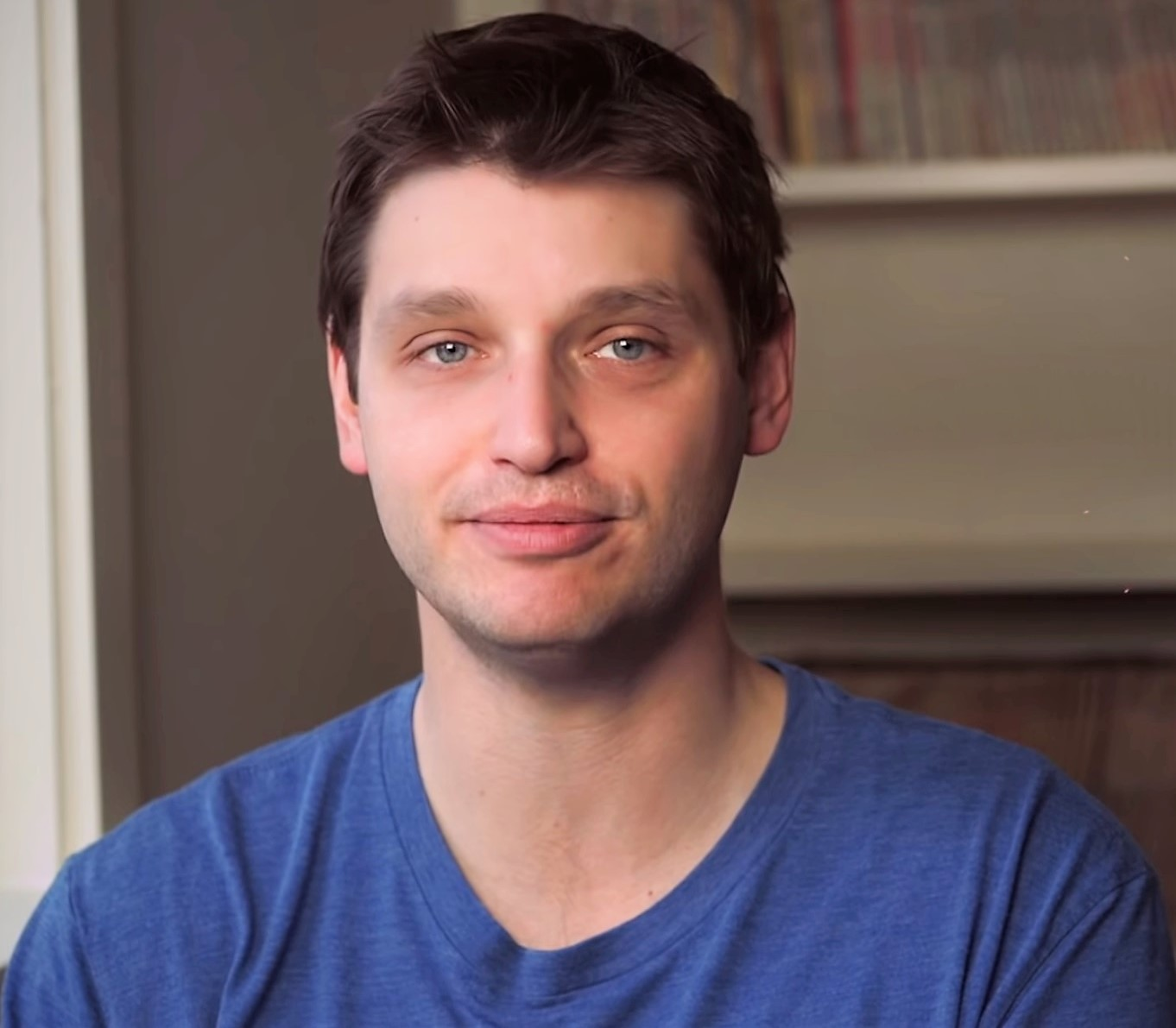
John Vechey em 2015

A empresa PopCap Games foi fundada por John Vechey, Jason Kapalka e Brian Fiete no ano 2000. O nome da empresa inicialmente foi "Sexy Action Cool", inspirado por um pôster do filme Desperado. O nome foi substituído para PopCap porque a empresa começaria a fazer jogos mais infantis. Kapalka também queria que a palavra "Pop" estivesse no nome da empresa. Ao ver que o único hyperlink disponível curto e gratuito era PopCap, este foi o nome escolhido.
O primeiro jogo da PopCap Games foi um jogo de pôquer chamado Foxy Poker. O segundo jogo da empresa foi um pequeno jogo de combinar três chamado Bejeweled. O jogo foi um sucesso fenomenal, que permitiu a empresa ter liberdade de ter tanto tempo para desenvolver jogos casuais. Jogos como Peggle e as sequências de Bejeweled levaram anos para serem lançadas.
Em 2011, a empresa criou uma parte alternativa chamada "Fourth & Battery" para lançar jogos mais obscuros e mais sombrios, ideias que não eram interessantes o suficiente para serem lançadas. Em julho do mesmo ano, foi anunciado que a Electronic Arts iria comprar a PopCap por 650 milhões de dólares.

## Jogos
A PopCap já desenvolveu mais de 50 jogos eletrônicos. Jogos populares incluem Bejeweled, que vendeu mais de 50 milhões de unidades, Plants vs. Zombies e Peggle. A maioria dos jogos da PopCap são do gênero casual.